# Milina (Serbie)
Pour les articles homonymes, voir Milina.
Milina (en serbe cyrillique : Милина) est un village de Serbie situé sur le territoire de la ville de Loznica, district de Mačva. Au recensement de 2011, il comptait 182 habitants.

## Démographie
| 1948 | 1953 | 1961 | 1971 | 1981 | 1991 | 2002 | 2011 |
| ---- | ---- | ---- | ---- | ---- | ---- | ---- | ---- |
| 634  | 679  | 587  | 471  | 408  | 382  | 228  | 182  |

|  |